# Park Narodowy Gobi Gurwansajchan
Park Narodowy Gobi Gurwansajchan (mong. Говь гурван сайхан байгалийн цогцолбор газар) – park narodowy w Mongolii znajdujący się w północnej części pustyni Gobi, leżący na terenie ajmaków południowogobijskiego i bajanchongorskiego. Powstał w 1993 roku, zaś w 2000 roku jego powierzchnia została powiększona, osiągając łącznie 2 694 737 hektarów, przez co obecnie jest największym parkiem narodowym w Mongolii. Ma długość 380 km i szerokość 80 km.

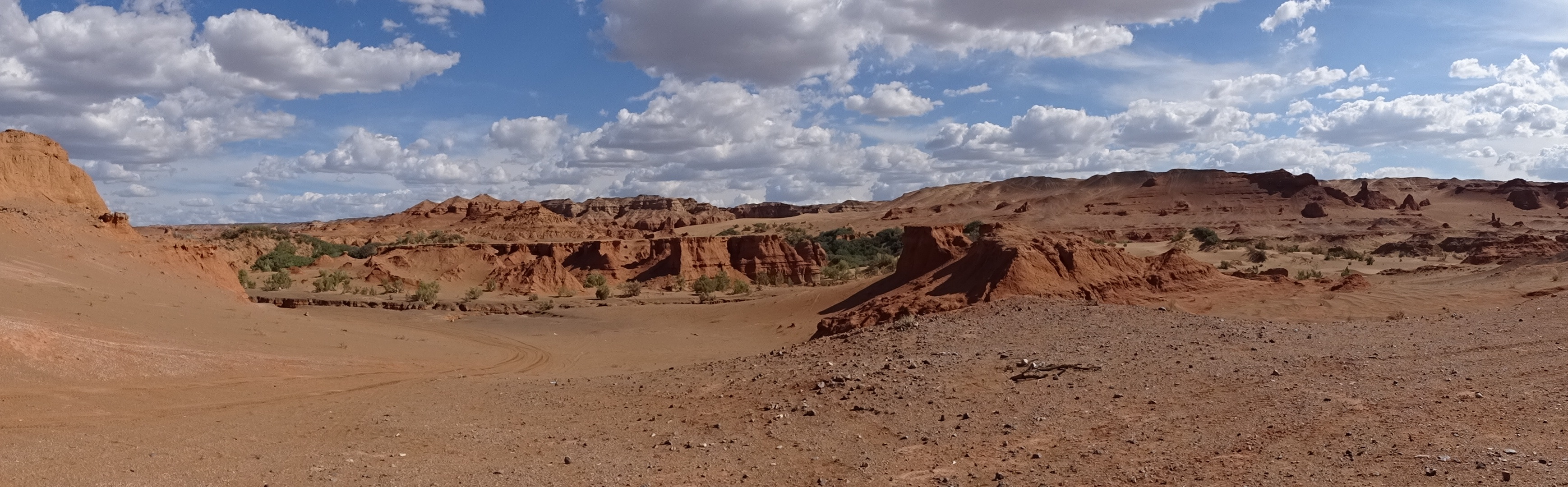
Panorama Chermen caw

## Geografia
Nazwa parku narodowego wzięła się od nazwy pasma górskiego Gurwansajchan, która oznacza „trzy piękności”. Nazwy te odnoszą się do trzech masywów górskich („piękności”): Wschodniej, Środkowej i Zachodniej, które należą do wschodniego krańca Ałtaju Gobijskiego. Teren parku narodowego, który ciągnie się ze wschodu na zachód na długości 380 km, charakteryzuje się bardzo urozmaiconym, choć surowym krajobrazem. Składa się przede wszystkim z liczących od 2200 do 2600 m n.p.m. grzbietów górskich (w tym niektórych pochodzenia wulkanicznego) oraz dolin. Pozostała jego część to pustynie i półpustynie (w tym także z piaskowymi wydmami), słone jeziora, oazay i pomarańczowe, głębokie klify piaskowcowe.
Na terenie parku znajdują się najbardziej znane piaszczyste tereny w Mongolii. To wąski pas wydm piaskowych liczący 180 km zwany jest Chongoryn els (mong. Хонгорын элс), co oznacza „bułane piaski”. Niektóre wydmy osiągają tu wysokość stu metrów i szerokość kilkuset metrów. Piasek przybiera inny kolor o każdej porze dnia, od barwy żółtej przechodząc płynnie do srebrnej. Z piasków Chongoryn els wypływa krótka (poniżej 10 km) rzeka Chongoryn gol, która tworzy oazę.
Około 50 km na zachód od miasta Dalandzadgad znajduje się Jolyn am (mong. Ёлын ам) – głęboki wąwóz, który jest pod względem turystycznym jednym z najbardziej znanych i najchętniej odwiedzanych miejsc w tym parku narodowym. Rozparty jest między stokami gór Dzüün Sajchan uul. Kanion zwany jest dosłownie „orli wylot wąwozu”, choć w rzeczywistości słowo jol oznacza orłosępa. Jolyn am słynie z faktu, iż w najwęższym miejscu tego wąwozu prawie przez cały rok zalega lód. Jeszcze do niedawna lód zalegał tam przez cały rok, ale od pewnego czasu ze względu na zmiany klimatyczne latem topnieje.

## Turystyka
W parku rozwija się ekoturystyka: goście mogą brać udział m.in. w miejscowych programach ochrony środowiska. Na terenie parku znajdują się turystyczne osiedla jurt (mong. ger).
Na terenie samego parku, jak i na północ od niego znajdują się cmentarzyska dinozaurów, których wiek szacowany jest na 80 milionów lat. Najsłynniejsze z nich znajduje się w miejscu zwanym  Bajandzag. Obszar parku to miejsce odkryć 30 nowych prehistorycznych ssaków, dinozaurów, żółwi i krokodyli w 20 różnych obszarach, takich jak Nemegt, Altan uul, Bügijn caw, Chermen caw, Naranbulag, Ulaan chongil, Cagaan choszuu, Tögrögijn sziree, Uchaa tolgoj, Üden sajr i Gilbent.

## Fauna i flora
Na terenie parku żyją 52 gatunki ssaków, w tym 8 wpisanych do mongolskiej Czerwonej Księgi. W górach spotkać można irbisy, wilki, dzikie owce i koziorożce syberyjskie. Na stepie zaś występują lisy, kułany mongolskie (podgatunek osła azjatyckiego), dżejrany, szczekuszki i skoczki z gatunku Salpingotus kozlovi. Na terenie parku żyje około 240 gatunków ptaków, w tym 34 rezydujące, 70 migrujących i 99 żerujących. Wśród ptaków np. w okolicach wąwozu Jolyn am żyją takie gatunki jak orłosęp, pomurnik, jer czy ułar ałtajski. Wśród ptaków występuje tu także gilak mongolski, sęp kasztanowaty, pokrzewka pustynna czy hubara saharyjska.
Na obszarze parku panuje najwyższa różnorodność roślinna na całej Gobi. Występuje ponad 600 rodzajów roślin, z których wiele zakwita dopiero po (bardzo rzadko występujących) ulewnych deszczach.

## Galeria

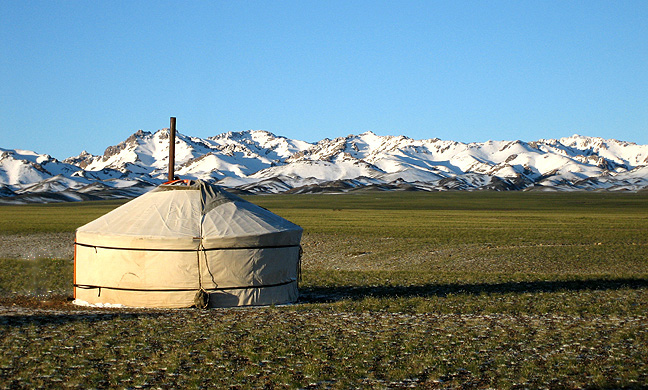
Jurta z górami Gurwansajchan
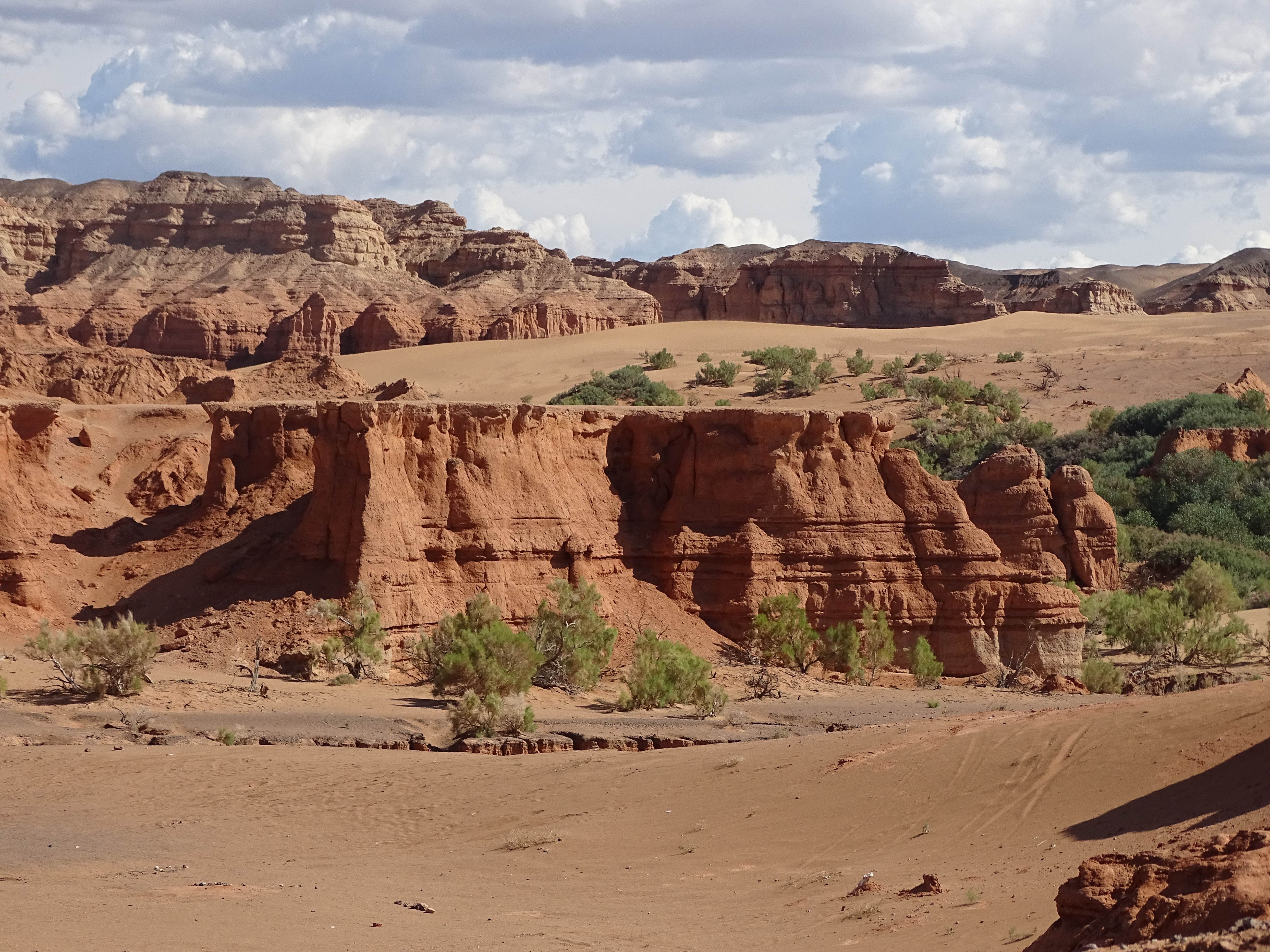
Klify piaskowcowe Chermen caw
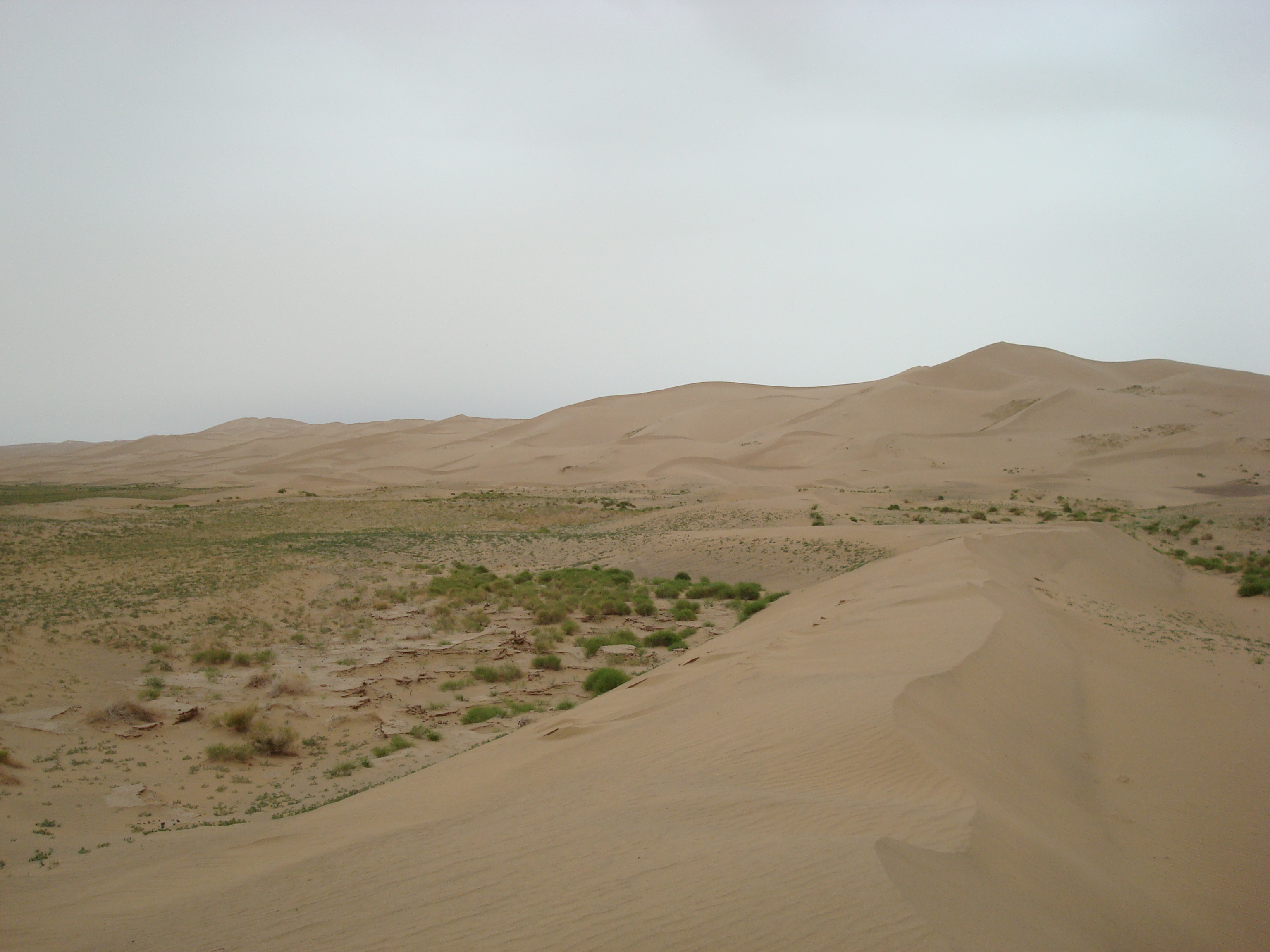
Wydmy Chongoryn els
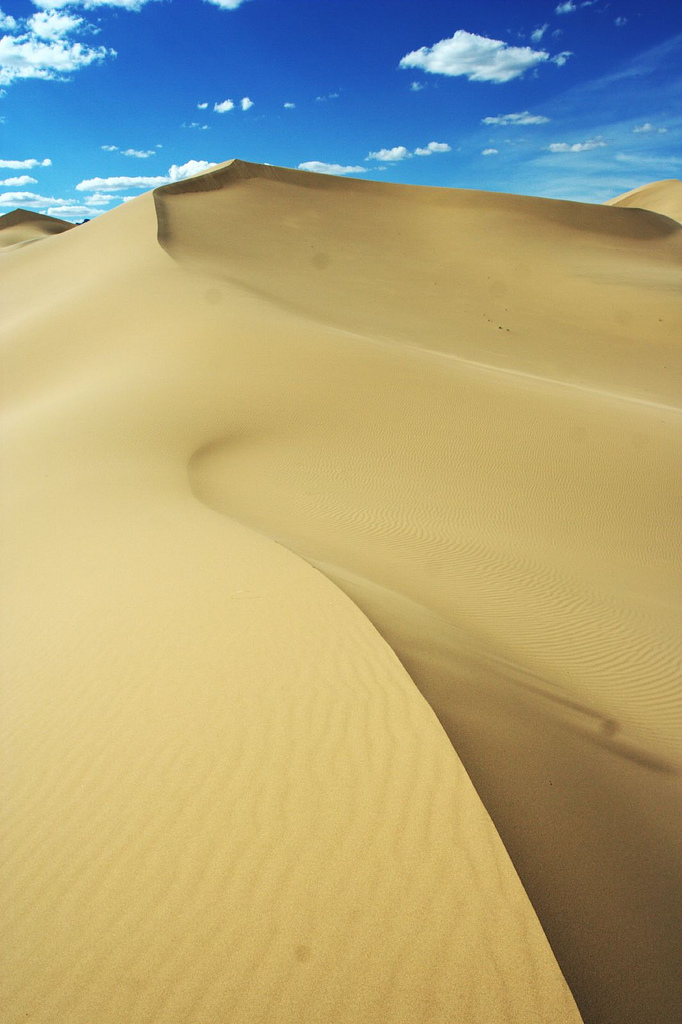
Wydmy Chongoryn els
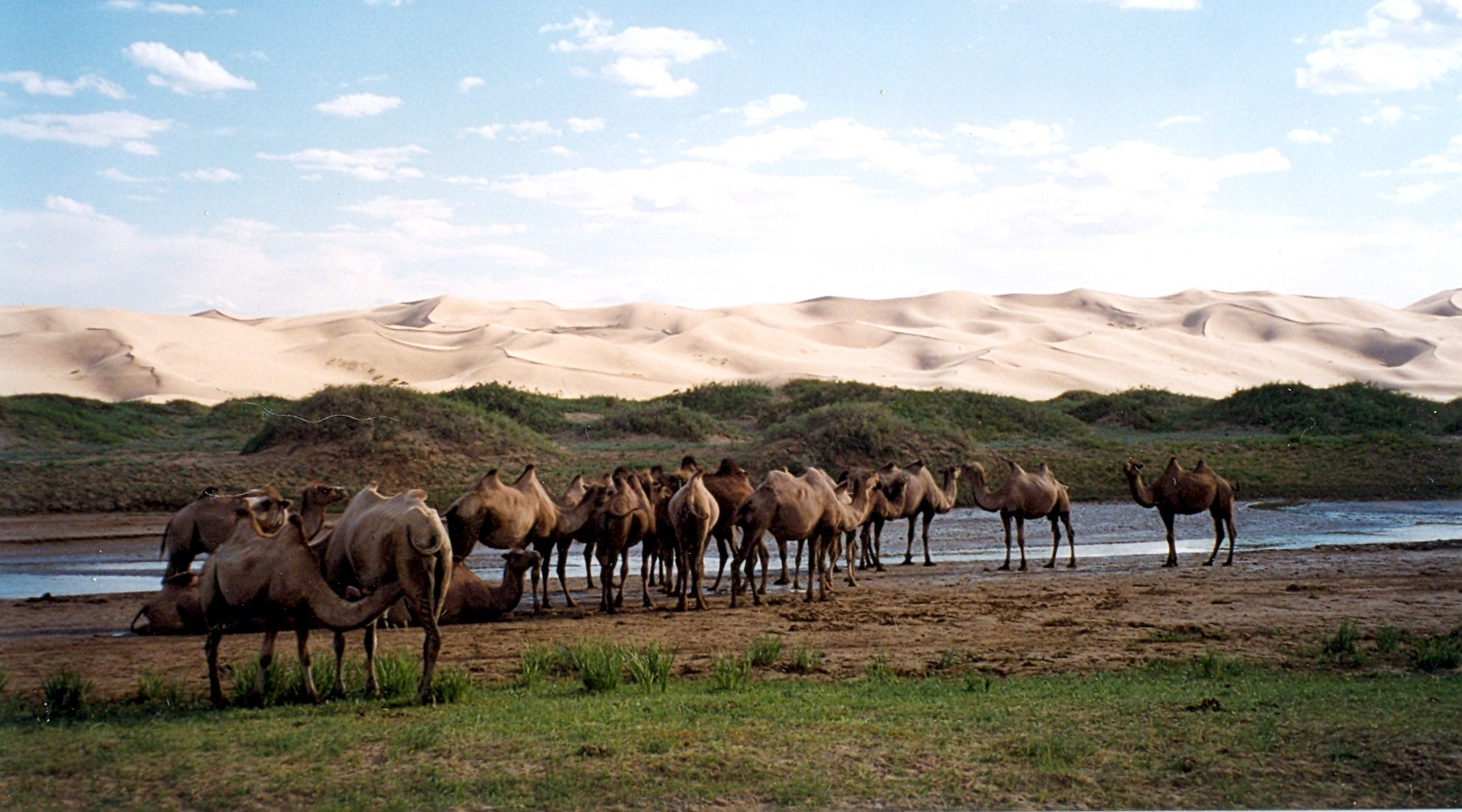
Wielbłądy
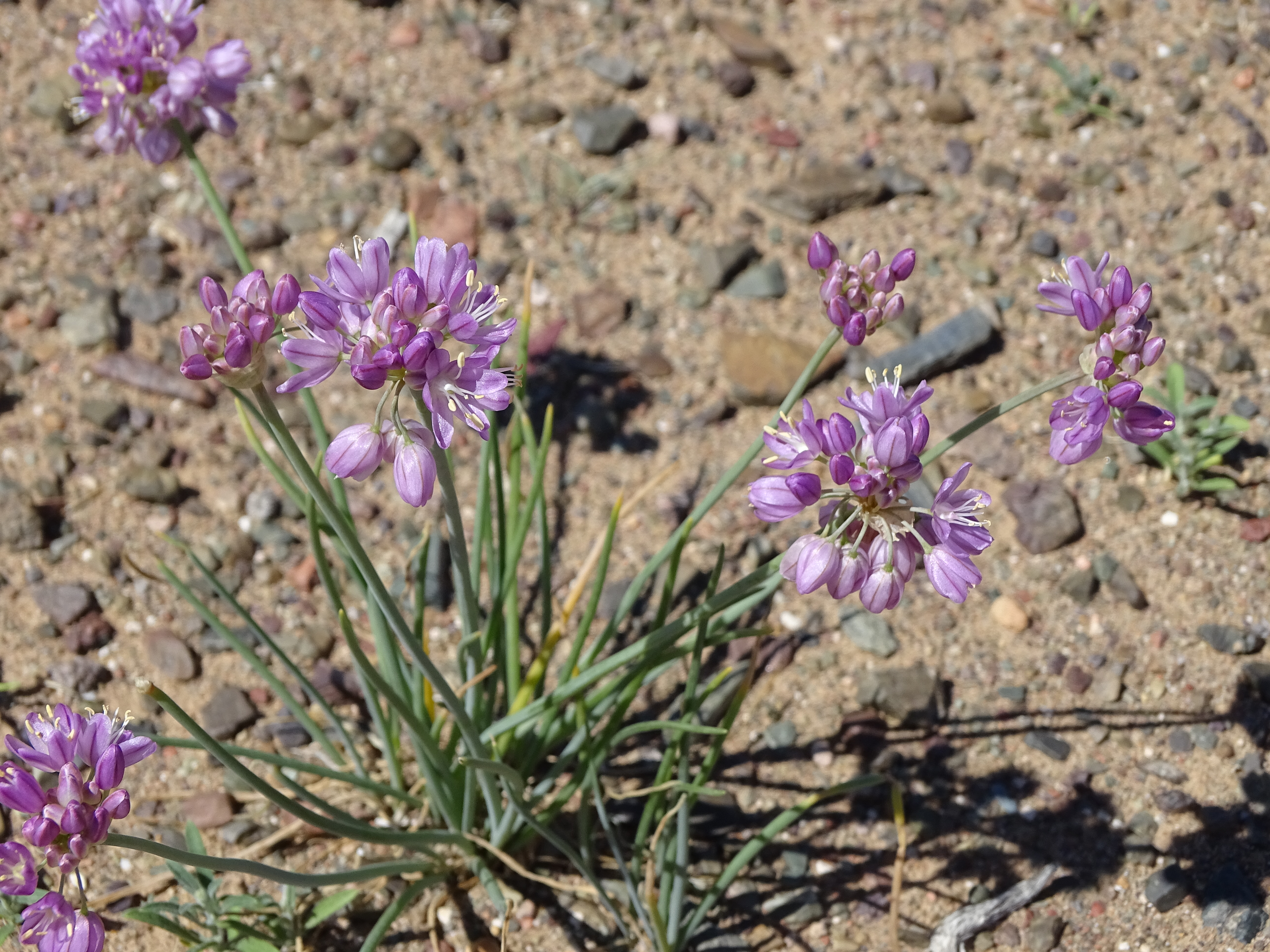
Dziki szczypiorek - główne źródło pożywienia dla zwierząt na Gobi